# گری لاک‌وود
 گری لاک‌وود (انگلیسی: Gary Lockwood؛ زادهٔ ۲۱ فوریهٔ ۱۹۳۷) هنرپیشه اهل ایالات متحده آمریکا است.
از فیلم‌ها یا برنامه‌های تلویزیونی که وی در آن نقش داشته است می‌توان به ۲۰۰۱: سفری به فضا و شکوه علفزار اشاره کرد.